# سلیکس (آیووا)
سلیکس (به انگلیسی: Salix) شهری در ایالت آیووا کشور ایالات متحده آمریکا است که جمعیت آن در سرشماری سال ۲۰۱۰ میلادی، ۳۶۳ نفر بوده‌است.